# Tumpok Lampoh
Tumpok Lampoh is een bestuurslaag in het regentschap Aceh Besar van de provincie Atjeh, Indonesië. Tumpok Lampoh telt 257 inwoners (volkstelling 2010).